# Megachile angustistrigata
Megachile angustistrigata är en biart som beskrevs av Johann Dietrich Alfken 1924. Megachile angustistrigata ingår i släktet tapetserarbin, och familjen buksamlarbin. Inga underarter finns listade i Catalogue of Life.